# Арсенальна набережна
Арсенальна набережна — набережна в Калінінському районі Санкт-Петербурга. Знаходиться на правому березі Неви та проходить від Арсенальної вулиці до вулиці Академіка Лебедєва. На набережній знаходяться завод «Арсенал», колишній слідчий ізолятор «Хрести» та обласна дитяча клінічна лікарня.

## Історія

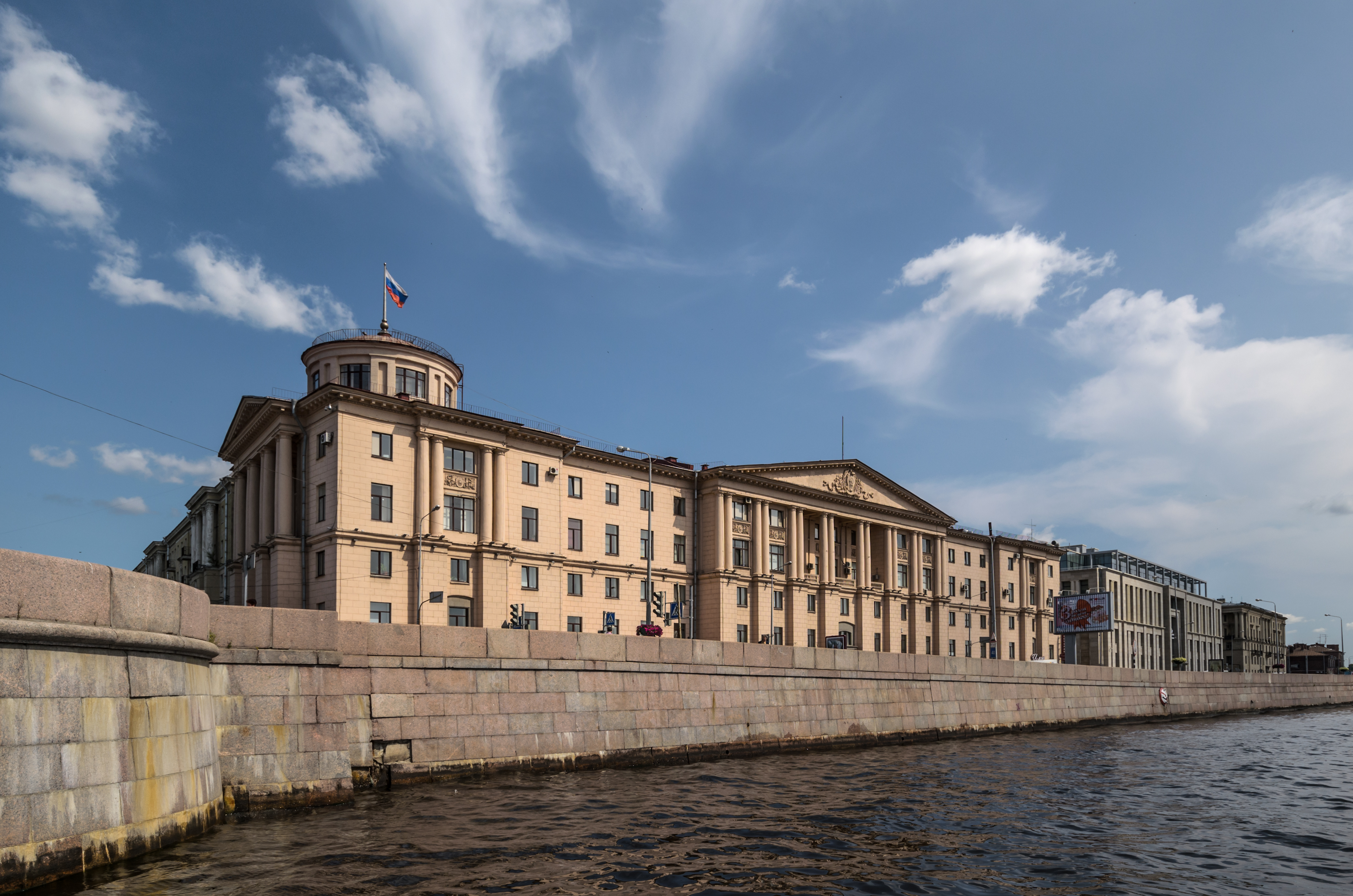
Адміністрація Калінінського району

Формування набережної почалося ще у 1820-х роках, але назву «Арсенальна» вона отримала лише 16 квітня 1887 року від назви заводу «Арсенал». Спочатку набережна продовжувалася до Сампсоніївського мосту, але 17 грудня 1898 року ділянка від Ливарного мосту до Сампсоніївського мосту отримала власну назву — Пирогівська набережна.
На початку 1970-х років, в рамках реконструкції Ливарного мосту, Арсенальна та Пирогівська набережні пов'язали тунелем, забезпечивши безперервний рух набережними. У 2010—2011 роках тунель реконструйовано, а також збудовано напівтунель під Ливарним мостом, із засипкою частини русла річки Неви.

## Перетини
Набережна перетинається з:
- Свердловська набережна (є продовженням)
- Арсенальна вулиця
- вулиця Михайлова
- площа Леніна
- вулиця Академіка Лебедєва
- Пирогівська набережна (є продовженням)